# Scarlat Panaitescu
Scarlat Panaitescu (n. 30 ianuarie 1867, Iași – d. 22 martie 1938, Câmpulung Moldovenesc) a fost un general român, membru corespondent al Academiei Române.

## Studii
A urmat școala primară și Liceul Național la Iași, apoi Școala Militară de Infanterie și Cavalerie din București (1884-1886) și Școala Militară Politehnică din Paris (1886-1888). Ca tânăr locotenent, a activat ca stagiar la Observatorul Astronomic de la Mont Souris; în anul 1889 și-a luat licența în matematică la Sorbona, urmând apoi Școala de Aplicație și Geniu de la Fontainbleau (1890-1892).

## Cariera profesională
Scarlat Panaitescu a avut o carieră militară de excepție, fiind șef al Serviciului Geniu al Corpului de Armată Iași până în anul 1898, comandant al regiunii fortificate Focșani-Nămoloasa-Galați din anul 1898, ajungând la gradul de general de armată. În paralel, a predat matematică, astronomie, geodezie, construcții și fortificații la Școala Militară de Artilerie și Geniu din București (1892-1904), topografie la Școala Militară de Infanterie și Cavalerie din București (1899-1904) și la Școala Superioară de Război (1904-1912). În anul 1918 s-a retras din armată.
A activat apoi la Universitatea „Al. I. Cuza” din Iași, unde a funcționat pe postul de conferențiar la Secția de Geografie a Facultății de Științe în perioada 1920-1938. A predat cursurile: Cartografie-topografie, Geografie matematică: Pământul, astru al Universului; Pământul, locuința omului; Harta și calendarul; Citirea hărților; Cartografie: suprafața cartografică în proiecțiunile azimutale și a susținut lucrările practice: Construcții de reliefuri și întocmiri de atlase, la Secția de Geografie a Facultății de Științe. La Secția agronomică a predat disciplina Topografie, curs și lucrări practice. A fost membru activ al Societății geografice „Dimitrie Cantemir” din Iași, vicepreședinte al secției militare a Societății Regale Române de Geografie (1909-1919), a înființat filiala din Basarabia a S.R.R.G., devenind membru corespondent al Academiei Române în anul 1919.

## Principalele lucrări
A publicat cursurile „Curs de topografie. Cetirea hărților” (1909), „Curs elementar de cartografie” (1926), „Curs de geografie matematică” (1931, 1938). Activitatea didactică a fost completată de cursurile de astronomie și geografie economică, susținute în perioada 1920-1928 la Universitatea din Chișinău. Activitatea științifică a generalului Panaitescu, axată mai ales pe cartografia matematică și istoria cartografiei, s-a concretizat în publicarea a peste 40 de lucrări științifice, dintre care menționăm monografiile „Astronomie populară", „Din istoricul cartografiei”(1916), „Documentarea cartografică a României Mari la încheierea războiului” (1920), „Cartografie elementară, pagini de actualitate” (1927), „Aspecte economice și sociale din Basarabia de la 1920-1927” (1927).